# Tyrrell-Gletscher
Der Tyrrell-Gletscher ist ein Gletscher an der Nordküste Südgeorgiens. Er fließt von der Allardyce Range in nördlicher Richtung zum Kopfende des Moraine Fjord, wo er auf den Harker-Gletscher trifft.
Das UK Antarctic Place-Names Committee benannte ihn 1982 gemeinsam mit dem Harker-Gletscher. Namensgeber ist der britische Geologe George Walter Tyrrell (1883–1961) von der University of Glasgow.